# Søren Toft Egholm Lauritzen
Søren Toft Egholm Lauritzen (3. august 1923 – 16. februar 1945) var en dansk modstandsmand. 
Han blev tilknyttet modstandsgruppen BOPA i 1943. Hans dæknavn var "Lille Sven". Han deltog i flere meget farlige aktioner og blev dræbt få måneder før krigens slutning under et forsøg på at sprænge et tysk benzindepot i Vanløse i luften. 
Søren Toft Egholm Lauritzen er begravet på Bispebjerg Kirkegård. Hædersgravene nr. 27.